# Вал (разведывательный корабль)
«Вал» — малый разведывательный корабль проекта 393А, переоборудованное для специальных задач китобойное судно Северного флота и Черноморского флота ВМФ СССР. Входил в состав 112-й бригады разведывательных кораблей.

## Служба
Малый разведывательный корабль «Вал» проекта 393А был заложен 20.04.1964 года в Николаеве на ССЗ им. 61 коммунара (заводской № 1591). 27.02.1965 года вступил в строй Северного флота.
4 ноября 1968 года корабль был перечислен в состав Черноморского флота. Входил в состав 112-й бригады разведывательных кораблей ЧФ. До 1977 года классифицировался как гидрографическое судно. Неоднократно участвовал в несении боевых служб в Средиземном море и Атлантике.
Бортовой номер 403(1990).
Малый разведывательный корабль «Вал» был выведен из состава флота в 1989 (1992?) году.

## Командиры
- капитан-лейтенант Токмаков В. Н.[1]